# 金炳松
金 炳松（キム・ビョンソン、朝鮮語: 김병송）は、朝鮮民主主義人民共和国の政治家。黄海北道人民委員会委員長、黄海北道行政経済委員会委員長などを歴任した。

## 経歴
出生地や生年月日は不明。1997年7月に黄海北道行政経済委員会委員長に任命され、1998年7月に最高人民会議第10期代議員に選出された。1998年9月に行政経済委員会が人民委員会に統合されると、そのまま人民委員会委員長に転じた。2002年に更迭説が出たが、同年7月に健在が確認された。2003年8月に最高人民会議第11期代議員に選出されたが、2005年4月に黄海北道人民委員会委員長を解任された。